# Bezas
Bezas és una localitat de la província de Terol situada a la comarca de la Serra d'Albarrasí, en l'espai protegit de Pinares de Rodeno.
S'hi arriba des de Terol per la carretera a-1513, de Terol a Toril, així com per pistes forestals des d'Albarrasí i Gea.
A 4 km es troba la casa forestal de Dornaque, convertida en el Centre d'Interpretació de la Natura del Rodeno.

## Història

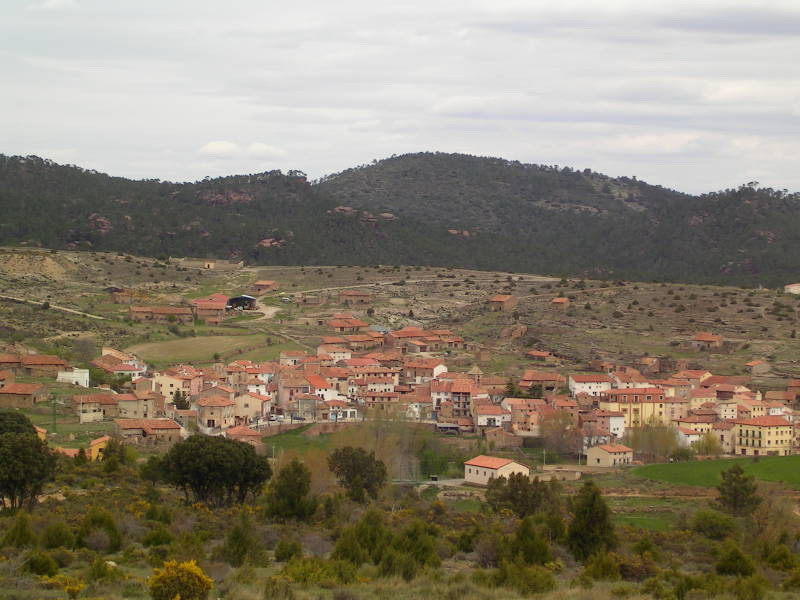
Vista general de Bezas

Els orígens dels avantpassats de Bezas es troben als voltants del poble, en Las Tajadas, on trobem importants pintures rupestres de l'art llevantí.
Bezas fou un poble d'Albarrasí, fins que el 22 de novembre de 1843 que fou declarat municipi independent i es va assenyalar el terme municipal.
La primera constància escrita que tenim sobre els habitants de Bezas és de 1589, on queda clar el caràcter impetuós d'aquella gent amb aquestes paraules:"Cristianos nuevos", en la crida que fa el consell per "avezinar el lugar de Bezas, aldea de la Ciudad de Santa Mª de Albarrazin, por Cristianos Viejos que puedan ser un freno para no hacer y convertir tan a rienda suelta los insultos ladronicios y otros delitos tan atrozes y malos como se hacen". Amb posterioritat i després de l'expulsió dels moriscos el 1611 es van oferir donatius i terres a tothom que anés a viure al poble.
La Comunitat d'Albarrasí apareix dividida en quatre Sesmas o Sexmas, pobles associats per a l'administració de béns comuns. Bezas es troba a la sesma de Jabaloyas, juntament amb Jabaloyas, Terriente, Saldón, Valdecuenca, El Vallecillo, Toril i Masegoso.

## Festes
La primera setmana d'agost, de dijous a diumenge.

## Llocs d'interès

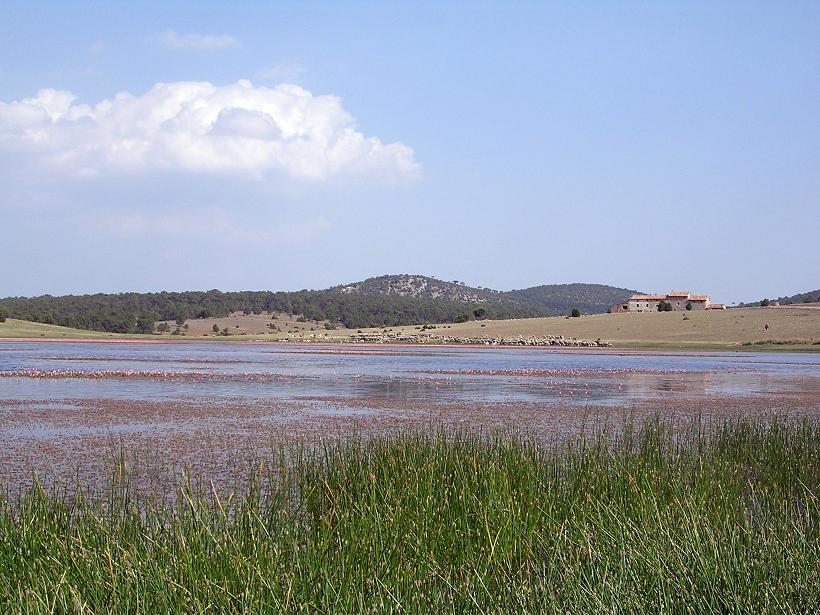
Llacuna de Bezas

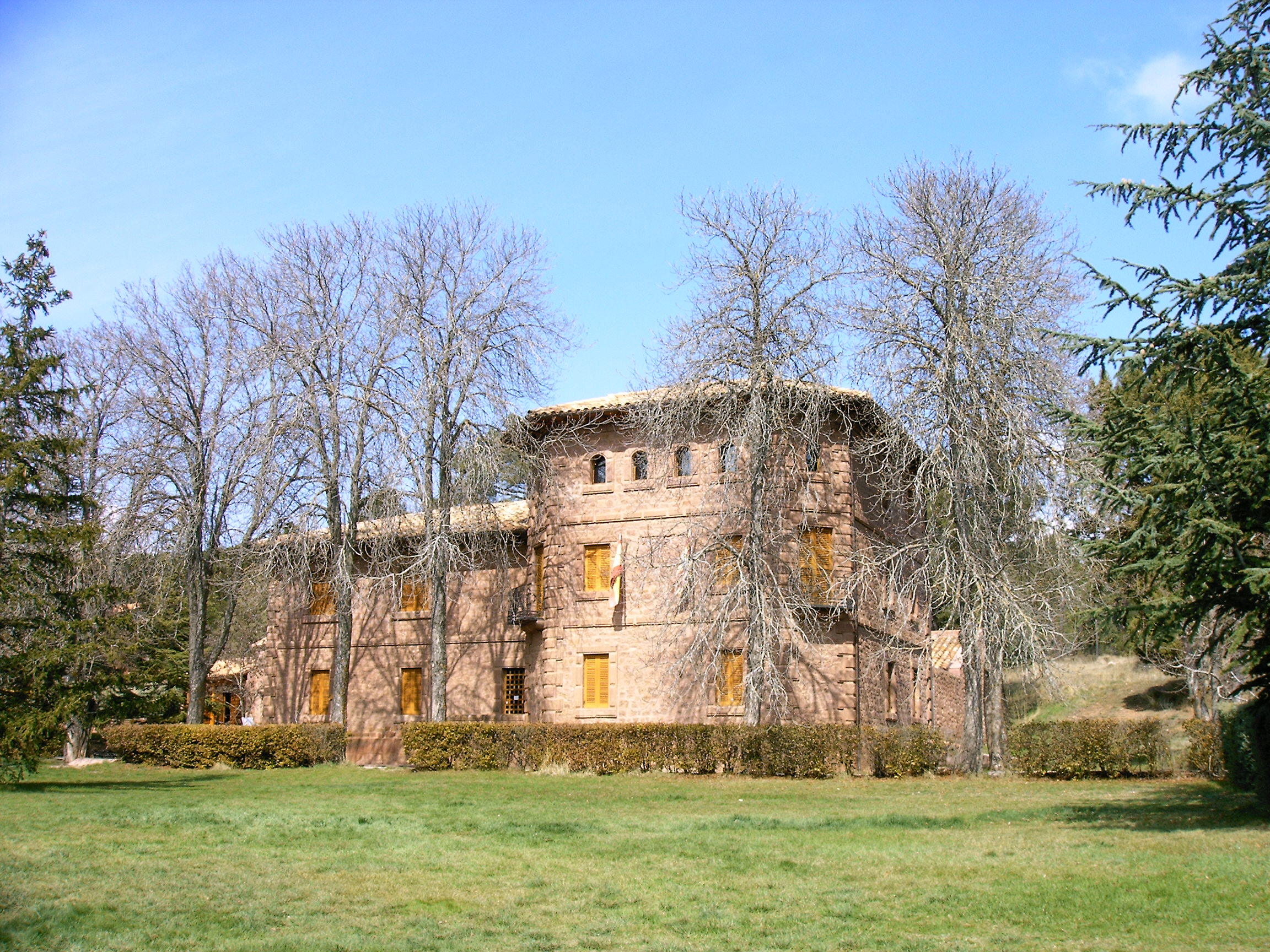
Centre d'Interpretació

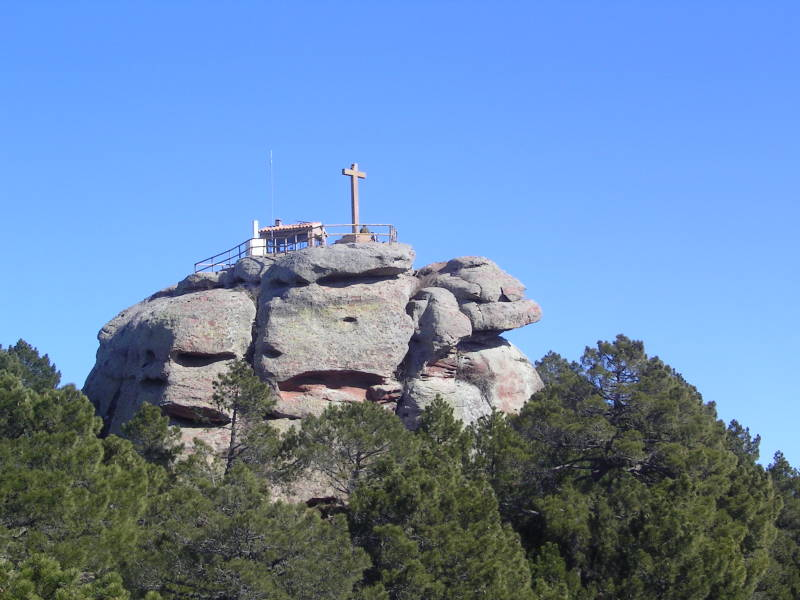
Penya La Cruz

- Església: Església Parroquial de la Visitació de Nostra Senyora, segle xvi.
- La Llacuna
- Centre d'Interpretació de la Natura del Rodeno
- Pintures Rupestres
- Penya La Cruz
- Fuente Buena